# Bruck Miksa
Bruck Miksa (Pest, 1863. április 6. – Budapest, 1920. május 29.) magyar festőművész, Bruck Jakab (1845–1902) orvos, Bruck Lajos (1846–1910) és Bruck Hermina (1861–1945) festőművészek testvére.

## Élete
Bruck Mór (1817–1903) és Bonyhárd Jozefa (1823–1900) fiaként született. 1878–1881 között a budapesti mintarajziskolában Székely Bertalannál tanult, majd Párizsba, onnan Münchenbe költözött, ahol az akadémián Nikolaus Gysis alatt folytatta tanulmányait és 1884-ben dicsérő oklevelet nyert. Az 1890-es évek elején jött vissza Budapestre és 1894–1897 között Benczúr Gyula mesteriskolájában dolgozott. A Műcsarnok 1887-iki őszi kiállításán állította ki először Lóversenyen című képét. Kiállított külföldön is, Londonban, Berlinben, Velencében, Münchenben, Antwerpenben. 1901-től 1918-ig tagja volt a Reform szabadkőműves páholynak. A Műcsarnok 1916. tavaszi kiállításán Enteriőr János főherceg Orth kastélyából Gmundenben című képe az állami kis aranyérmet nyerte el. Nagy érdemeket szerzett a Hazai Művásárlók Egyesületének megalapítása (1901) és eredményes vezetése körül. A Nemzeti Szalonnak több éven át művészeti igazgatója és alapító tagja volt. 1914-ben megkapta a Ferenc József-rend lovagkeresztjét. Eleinte párizsi hatás alatt plen-air képekkel is próbálkozott (Libapásztor lány az 1896. millenniumi kiállításon), később tónusos tájképeket, felvidéki utcarészleteket, mindenek felett pedig meghitt enteriőr képeket festett.